# Государственный секретариат Ватикана
Государственный секретариат Ватикана или Государственный секретариат Святого Престола, Папский секретариат (лат.: Secretaria Status seu Papaplis; итал.: Segreteria di Stato) — старейшее ведомство (дикасте́рия) Римской курии, осуществляющее политические и дипломатические функции Святого Престола и государства Ватикан. Возглавляется Государственным секретарём Святого Престола.

## История Государственного секретариата
Прототипом современного Государственного секретариата был институт появившихся в понтификат Папы Мартина V (1417—1431) секретарей (secretarii), получивших своё название по принадлежности к Camera Secreta («Тайной палате» — особой коллегии, которую составляли сановники, служившие в Апостольском дворце). Задачи секретарей состояли в оперативном и конфиденциальном решении вопросов, связанных с дипломатической перепиской Святого Престола. Папа Каликст III в 1456 году ограничил количество секретарей шестью, Папа Иннокентий VIII конституцией Non debet reprehensibile (1487 год) увеличил их число до 24 и объединил их в Коллегию Апостольских секретарей. Во главе этой коллегии был поставлен secretarius domesticus (частный или домашний секретарь), ставший со временем ближайшим сотрудником римского папы и принявший на себя исключительную ответственность за внешнюю политику Святого Престола. В понтификат Папы Льва X (1513—1521) наряду с secretarius domesticus существовала должность secretarius intimus, или major (то есть ближайшего, или великого секретаря). Именно ему Папой Павлом V (1605—1621) был впервые присвоен титул Государственного секретаря. Упразднение Папой Иннокентием XI в 1678 году Коллегии Апостольских секретарей стало первым шагом на пути организации Государственного секретариата в его современном виде. В общем ходе реформ Папы Иннокентия XII были также завершены преобразования Государственного секретариата, в результате которых во главе этого органа Римской курии был поставлен кардинал с официальным титулом Государственного секретаря, а сам Государственный секретариат принял на себя руководство всеми аспектами политики Святого Престола. В 1833 году Папа Григорий XVI учредил второй Государственный секретариат «для внутренних дел государства», однако Папа Пий IX в 1846 году восстановил единый Государственный секретариат, а для разграничения двух видов деятельности создал в его структуре две службы — внешних и внутренних дел. Дальнейшие реформы Государственного секретариата были определены конституцией Папы Пия X «Sapienti consilio» (1908 год) и закреплены Кодексом канонического права 1917 года (канон 263). Конституцией Папы Павла VI «Regimini Ecclesiae Universae» (1967 год) Государственный секретариат был поставлен во главе всех ведомств Римской курии и ему был придан характер Папского секретариата. В ходе реформы Римской курии, предпринятой Папой Иоанном Павлом II, структура Государственного секретариата приняла свой современный облик; эту структуру закрепил Кодекс канонического права 1983 года.

## Глава Государственного секретариата
Государственный секретарь Святого Престола должен иметь достоинство кардинала и назначается ad nutum Sanctae Sedis Папой римским. За Государственным секретарём сохраняется право созывать кардиналов-префектов, возглавляющих другие ведомства Римской курии, для координации их деятельности. Ему также подчиняется правительство государства-града Ватикана. Когда Святой Престол вакантен, Государственный секретарь отстраняется от своей должности, руководство Государственного секретариата переходит к его заместителю, ответственному перед Коллегией кардиналов.

## Структура Государственного секретариата
В настоящее время структура и задачи Государственного секретариата регламентируются положениями апостольской конституции папы Иоанна Павла II «Pastor Bonus» от 28 июня 1988 года. Государственный секретариат состоит из Отдела общих вопросов, Отдела отношений с государствами и Отдела дипломатического персонала. При общем председательстве в Государственном секретариате Государственного секретаря работу первого Отдела направляет его заместитель, работу второго и третьего Отделов — секретари.

### Отдел общих вопросов Государственного секретариата
Отдел общих вопросов занимается повседневными делами служения папы римского, рассматривает вопросы, не входящие в компетенцию прочих ведомств Римской курии, а также координирует их деятельность. Этот отдел регулирует функции и деятельность представителей Святого Престола, особенно в вопросах относящихся к отдельным Церквям. К компетенции Отдела общих вопросов относится всё, что касается присутствия дипломатического корпуса при Святом Престоле. По согласованию с другими ведомствами отдел занимается различными аспектами представительства и деятельности Святого Престола в международных организациях — как католических, так и прочих. Помимо этого, отдел редактирует и рассылает апостольские конституции, послания и другие документы, порученные ему Папой; составляет все акты, связанные с назначениями на должности в Римской курии и прочих организациях, подчиненных Святому Престолу, которые должны утверждаться Папой. Отдел общих вопросов также занимается публикацией официального издания Святого Престола — Acta Apostolicae Sedis, обнародует отдельные энциклики и другие послания папы римского и информацию о деятельности Святого Престола через особую пресс-службу Sala Stampa; вместе со вторым подразделением Государственного секретариата — Отделом отношений с государствами — он курирует деятельность газеты L’Osservatore Romano, Радио Ватикана и Ватиканского телевизионного центра. Посредством Статистической службы Отдел общих вопросов собирает и публикует данные, относящиеся к жизни Римско-католической церкви, в том числе занимается изданием Annuario Pontificio.
До 29 июня 2018 года Отдел общих вопросов возглавлял заместитель Государственного секретаря Ватикана архиепископ Джованни Анджело Беччу, 15 августа 2018 года этот пост занял Эдгар Пенья Парра.

#### Заместители Государственного секретаря Святого престола по общим делам
- Анджело Делл’Акква (17 февраля 1953 — 29 июня 1967);
- Джованни Бенелли (29 июня 1967 — 3 июня 1977);
- Джузеппе Каприо (14 июня 1977 — 28 апреля 1979);
- Эдуардо Мартинес Сомало (5 мая 1979 — 23 марта 1988);
- Эдвард Кассиди (23 марта 1988 — 12 декабря 1989);
- Джованни Баттиста Ре (12 декабря 1989 — 16 сентября 2000);
- Леонардо Сандри (16 сентября 2000 — 1 июля 2007);
- Фернандо Филони (1 июля 2007 — 10 мая 2011);
- Джованни Анджело Беччу (10 мая 2011 — 29 июня 2018);
- Эдгар Пенья Парра (15 августа 2018 — по настоящее время).

### Отдел отношений с государствами Государственного секретариата
Отдел — внешнеполитическое ведомство, координирующее сношения Святого престола с иными государствами и ведающее его дипломатическими отношениями. Задачи отдела: 1) содействие дипломатическим отношениям с государствами и другими субъектами международного права, заключение различных договоров и соглашений, в том числе конкордатов; 2) представительство Святого Престола при международных организациях и на конгрессах, посвященных вопросам общественного характера, по согласованию с полномочными ведомствами Римской курии; 3) рассмотрение в особом контексте своей деятельности вопросов, касающихся папских представителей. В особых обстоятельствах, по поручению папы римского и по согласованию с полномочными ведомствами Римской курии, Отдел осуществляет все необходимое для назначения епископов и для решения других вопросов, относящихся к отдельным Церквям.
Секретарь Отдела отношений с государствами Государственного секретариата — министр иностранных дел Ватикана. Должность с ноября 2014 года замещает архиепископ Пол Ричард Галлахер.

### Отдел дипломатического персонала Государственного секретариата
Отдел дипломатического персонала или «третья секция» была учреждена Папой Франциском 21 ноября 2017 года. В этом отделе рассматриваются вопросы, касающиеся лиц, работающих на дипломатической службе Святого Престола или готовящихся к этому. Отделом руководит секретарь по папским представительствам (как правило, это титулярный архиепископ) с 7 декабря 2015 года Ян Ромео Павловски), которому помогал заместитель секретаря по папским представительствам (обычно прелат) Маурисио Руэда Бельц с 17 декабря 2020 года по 16 июня 2023 года.

## Руководство
- Государственный секретарь Святого Престола — кардинал Пьетро Паролин (13 августа 2013 — по настоящее время);
- Секретарь по отношениям с государствами — архиепископ Пол Ричард Галлахер (8 ноября 2014 — по настоящее время);
- Секретарь по папским представительствам — архиепископ Лучано Руссо (10 сентября 2022 — по настоящее время);
- Заместитель секретаря по отношениям с государствами — монсеньор Мирослав Станислав Ваховский (24 октября 2019 — по настоящее время);
- Заместитель секретаря по многостороннему сектору отношений с государствами — монсеньор Даниель Пахо (10 января 2023 — по настоящее время);
- Заместитель секретаря Отдела дипломатического персонала — монсеньор Джозеф Мёрфи (14 сентября 2023 — по настоящее время);
- Заместитель Государственного секретаря Святого престола по общим делам — архиепископ Эдгар Пенья Парра (15 августа 2018 — по настоящее время);
- Асессор по общим вопросам — монсеньор Роберто Кампизи (26 октября 2022 — по настоящее время);
- Руководитель протокола — монсеньор Хавьер Доминго Фернандес Гонсалес (14 сентября 2023 — по настоящее время);
- Заместитель руководителя протокола — монсеньор Бруно Бастос Линс (2021 — по настоящее время).